# Gamsylella
Gamsylella — рід грибів родини Orbiliaceae. Назва вперше опублікована 1999 року.

## Класифікація
До роду Gamsylella відносять 7 видів:
- Gamsylella arcuata
- Gamsylella gephyropaga
- Gamsylella lobata
- Gamsylella parvicollis
- Gamsylella phymatopaga
- Gamsylella phymatophaga
- Gamsylella robusta